# Mob Rules
Pour les articles homonymes, voir Mob Rules (homonymie).
Albums de Black Sabbath
Heaven and Hell Born Again
Singles
1. The Mob Rules
Sortie : 1981
2. Turn Up the Night
Sortie : 1982

Mob Rules est le dixième album studio du groupe britannique heavy metal Black Sabbath. Il est sorti le 4 novembre 1981 sur le label Vertigo Records (Warner Bros. en Amérique du nord) et a été produit par Martin Birch.

## Historique
Cet album marque l'arrivée au sein du groupe du batteur Vinny Appice, frère cadet de Carmine Appice à la place du batteur original Bill Ward. Il est aussi le second album du groupe avec Ronnie James Dio comme chanteur. Ce dernier quittera le groupe après la tournée de promotion pour fonder son propre groupe Dio.
Après la tournée de promotion de l'album, Heaven and Hell, les premiers enregistrements que fit le groupe furent la chanson The Mob Rules et l'instrumental E5150 qui figureront dans le film Métal Hurlant (Heavy metal est le titre en anglais) mais seul The Mob Rules figurera dans l'album de la bande-son de l'album.
Le groupe loua une maison à Toluca Lake, un quartier de Los Angeles, pour écrire et enregistrer le nouvel album. Il y installa une console d'enregistrement, mais après de longues tentatives, il n'obtint pas un son de guitare satisfaisant. L'album fut finalement enregistré dans les studios Record Plant de Los Angeles.
Cet album se classa à la 29e place du Billboard 200 aux États-Unis où il a été certifié disque d'or aux États-Unis en 1986 par la RIAA. Il atteindra la 12e place des charts britanniques.

## Liste des titres
- Toutes les paroles sont écrites par Ronnie James Dio, toute la musique est composée par Ronnie James Dio, Geezer Butler, Tony Iommi.

Face 1
| No | Titre                          | Durée |
| -- | ------------------------------ | ----- |
| 1. | Turn Up the Night              | 3:40  |
| 2. | Voodoo                         | 4:32  |
| 3. | The Sign of the Southern Cross | 7:46  |
| 4. | E5150                          | 2:54  |
| 5. | The Mob Rules                  | 3:14  |

Face 1
| No | Titre                             | Durée |
| -- | --------------------------------- | ----- |
| 6. | Country Girl                      | 4:02  |
| 7. | Slipping Away                     | 3:45  |
| 8. | Falling Off the Edge of the World | 5:02  |
| 9. | Over and Over                     | 5:28  |

Titre bonus du disc 1 de la réédition Deluxe 2010
| No  | Titre                                                         | Auteur                        | Durée |
| --- | ------------------------------------------------------------- | ----------------------------- | ----- |
| 10. | Die Young (live, face B du single Mob Rules)                  | Dio, Iommi, Butler, Bill Ward | 4:04  |
| 11. | The Mob Rules (Version de la bande-son du film Métal Hurlant) | Dio, Iommi, Butler            | 3:14  |

Disc 2 de la réédition Deluxe 2010
- Titres provenant des concerts enregistrés à Hammersmith Odeon de Londres le 31 décembre 1981 et le 1er et 2 janvier 1982.

| No  | Titre                 | Auteur                             | Durée |
| --- | --------------------- | ---------------------------------- | ----- |
| 1.  | E5150                 | Dio, Iommi, Butler                 | 1:18  |
| 2.  | Neon Nights           | Dio, Iommi, Butler, Ward           | 4:37  |
| 3.  | N.I.B                 | Ozzy Osbourne, Iommi, Butler, Ward | 5:16  |
| 4.  | Children of the Sea   | Dio, Iommi, Butler, Ward           | 6:07  |
| 5.  | Country Girl          | Dio, Iommi, Butler                 | 3:53  |
| 6.  | Black Sabbath         | Osbourne, Iommi, Butler, Ward      | 8:24  |
| 7.  | War Pigs              | Osbourne, Iommi, Butler, Ward      | 7:40  |
| 8.  | Slipping Away         | Dio, Iommi, Butler                 | 3:18  |
| 9.  | Iron Man              | Osbourne, Iommi, Butler, Ward      | 7:04  |
| 10. | The Mob Rules         | Dio, Iommi, Butler                 | 3:35  |
| 11. | Heaven and Hell       | Dio, Iommi, Butler, Ward           | 14:24 |
| 12. | Paranoid              | Osbourne, Iommi, Butler, Ward      | 3:21  |
| 13. | Voodoo                | Dio, Iommi, Butler                 | 5:45  |
| 14. | Children of the Grave | Osbourne, Iommi, Butler, Ward      | 5:05  |

## Composition du groupe
- Ronnie James Dio : chant
- Tony Iommi : guitare
- Geezer Butler : basse
- Vinny Appice : batterie

Musicien additionnel
- Geoff Nicholls : claviers

## Charts et certifications
| Pays             | Durée du classement | Meilleur classement |
| ---------------- | ------------------- | ------------------- |
| Canada           | 11 semaines         | 19e                 |
| États-Unis       | 18 semaines         | 29e                 |
| Nouvelle-Zélande | 1 semaine           | 45e                 |
| Pays-Bas         | 1 semaine           | 47e                 |
| Royaume-Uni      | 13 semaines         | 12e                 |
| Suède            | 2 semaines          | 30e                 |

| Date | Chart     | Titre             | Durée du classement | Classement |
| ---- | --------- | ----------------- | ------------------- | ---------- |
| 1981 | OCC       | Mob Rules         | 4 semaines          | 46e        |
| 1982 | OCC       | Turn Up the Night | 5 semaines          | 37e        |
| 1982 | Main.Rock | Turn Up the Night | 11 semaines         | 24         |
| 1981 | Main.Rock | Voodoo            | 6 semaines          | 46e        |

| Pays        | Certification | Ventes    | Date       |
| ----------- | ------------- | --------- | ---------- |
| Canada      | Or            | 50 000 +  | 01/03/1982 |
| États-Unis  | Or            | 500 000 + | 13/05/1986 |
| Royaume-Uni | Argent        | 60 000+   | 05/02/1982 |